# 童 (ゲーム会社)
株式会社童（わらし）とは、東京都渋谷区本町に所在するゲーム会社である。アテナにいたスタッフが主体となって1995年8月1日に設立した。
立ち上げて数年は知名度が低いメーカーであったが、兎-野性の闘牌-やトリガーハート エグゼリカで大きく知られるようになる。
2011年10月に何も告知もなく公式サイトを閉鎖したが、詳細は不明。
2023年5月に元アテナ元童スタッフであった田端勤が所属している株式会社コスモマキアーがトリガーハート エグゼリカの版権を取得した。尚、コスモマキアーは童の全版権を取得したわけではない。

## 開発・販売タイトル
シューティングゲーム
- 閃激ストライカー 販売カネコ （アーケード）
- 紫炎龍 （アーケード・SS・PS・PS2)
- 科学忍者隊ガッチャマン THE シューティング (PS)
- トリガーハート　エグゼリカ （アーケード・DC・360）

麻雀系ゲーム
- 本格四人打麻雀(本格四人打プロ麻雀) 麻雀王 （GBC・アーケード・Win・PS）
- 麻雀女王 （GB・PS・Win）
- 麻雀戦術 安藤満の亜空間殺法 (PS)
- 妖艶電視麻雀遊戯 GAL JAN (SS)
- 牌神2 （PS・GB）
- たぬきの皮算用 (Win・PS)
- 西原理恵子の麻雀鳥頭紀行 (PS)
- 西原理恵子の殿堂麻雀 (GBA)
- THE 麻雀2 (PS)
  - THE 麻雀 (PS2・DS)
- 雀鳳楼 (PS2)
- アカギ (PS2)
- 兎-野性の闘牌-（アーケード・PS2）
  - 兎 -野性の闘牌- 山城麻雀編 （アーケード・PS2）
- 上海 -昇竜再臨- （アーケード・PS）
- 上海 -三國牌闘儀- （アーケード・PS2）
- THE 四川省 (PS)
- 蒼天龍 （アーケード・PS2）

その他
- ル・コンチェルト (PS)
- LOVE☆パラ ラブリー東京パラパラ娘 (PS)
- THE クイズ20,000問 (PS2)
- クイズ きらめきスターロード（DS）
- 本格将棋 将棋王 （PS・GBC）
- THE 将棋 (PS)
- パーラープロ6 (PS)
- SLOT PRO DX 不二子2 (PS2)